# لوئی آمکا
لوئی آمکا (انگلیسی: Louis Ameka؛ زادهٔ ۳ اکتبر ۱۹۹۶) بازیکن فوتبال اهل گابن است.
وی همچنین در تیم‌های ملی فوتبال زیر ۱۷ سال گابن و گابن بازی کرده است.